# The Price to Play
| Recensione | Giudizio |
| ---------- | -------- |
| AllMusic   | [ 1 ]    |

The Price to Play è il primo album discografico di Alan Price (a nome Alan Price Set), pubblicato dalla casa discografica Decca Records nel 1966.

## Tracce
Lato A
1. Barefootin' – 4:36 (Robert Parker)
2. Just Once in My Life – 3:27 (Gerry Goffin, Carole King, Phil Spector)
3. Goin' Down Slow – 4:46 (Champion Jack Dupree)
4. Gettin' Mighty Crowded – 2:10 (Van McCoy)
5. Honky Tonk – 4:41 (Bill Doggett, Shep Shephard, Clifford Scott, Billy Butler)
6. Move on Drifter – 2:28 (Jeanette Washington)

Lato B
1. Mercy, Mercy – 3:09 (Don Covay, Ronald Alonzo Miller)
2. Loving You Is Sweeter Than Ever – 2:45 (Ivy Jo Hunter, Stevie Wonder)
3. Ain't That Peculiar – 3:22 (Smokey Robinson, Warren Pete Moore, Marv Tarplin, Bobby Rogers)
4. I Can't Turn You Loose – 2:23 (Otis Redding)
5. Critic's Choice – 2:01 (Oliver Nelson)
6. Hi-Lili, Hi-Lo – 2:49 (Helen Deutsch, Bronislau Kaper)

Il brano Goin' Down Slow sull'album è accreditato a Champion Jack Dupree, in altre fonti il brano è assegnato a St. Louis Jimmy Oden
Edizione CD del 1996, pubblicato dalla Repertoire Records (REP 4611-WY)
1. Barefootin' – 4:36 (Robert Parker)
2. Just Once in My Life – 3:27 (Gerry Goffin, Carole King, Phil Spector)
3. Going Down Slow – 4:46 (Champion Jack Dupree)
4. Gettin' Mighty Crowded – 2:10 (Van McCoy)
5. Honky Tonk – 4:41 (Bill Doggett, Shep Shephard, Clifford Scott, Billy Butler)
6. Move on Drifter – 2:28 (Jeanette Washington)
7. Mercy Mercy – 3:09 (Don Covay, Ronald Alonzo Miller)
8. Loving You Is Sweeter Than Ever – 2:45 (Ivy Jo Hunter, Stevie Wonder)
9. Ain't That Peculiar – 3:22 (Smokey Robinson, Warren Pete Moore, Marv Tarplin, Bobby Rogers)
10. I Can't Turn You Loose – 2:23 (Otis Redding)
11. Critic's Choice – 2:01 (Oliver Nelson)
12. Hi-Lilli, Hi-Lo – 2:49 (Helen Deutsch, Bronislau Kaper)
13. Any Day Now (My Wild Beautiful Bird) – 2:58 (Bob Hilliard, Burt Bacharach) – Additional Track
14. Never Be Sick on Sunday – 3:58 (John Walters) – Additional Track
15. I Put a Spell on You – 3:19 (Screamin' Jay Hawkins) – Additional Track
16. Iechyd-Da – 3:35 (John Walters) – Additional Track
17. Take Me Home – 2:48 (Alan Price) – Additional Track
18. Willow Weep for Me – 2:46 (Ann Ronell) – Additional Track
19. Yours Until Tomorrow – 2:50 (Gerry Goffin, Carole King) – Additional Track
20. Simon Smith and the Amazing Dancing Bear (stereo) – 1:50 (Randy Newman) – Additional Track
21. Who Cares – 2:54 (Harold Waterman) – Additional Track
22. Shame – 2:49 (Alan Price) – Additional Track
23. Simon Smith and the Amazing Dancing Bear – 2:01 (Randy Newman) – Additional Track
24. Tickle Me – 2:49 (Randy Newman) – Additional Track

## Formazione
The Alan Price Set
- Alan Price - voce, tastiere
- Pete Kirtley - chitarra
- Steve Gregory - sassofono tenore
- Clive Burrows - sassofono baritono
- John Walters - tromba
- Rod Boots Slade - basso
- Little Roy Mills - batteria[2]

Note aggiuntive
- An Anim Production - produzione
- Chris Walter - fotografia copertina album
- Eric Burdon - note retrocopertina album[3]

## Classifica
Singoli
| Anno | Titolo del brano                         | Classifica             | Posizione raggiunta |
| ---- | ---------------------------------------- | ---------------------- | ------------------- |
| 1966 | I Put a Spell on You                     | Official Singles Chart | 9                   |
| 1966 | Hi-Lilli, Hi-Lo                          | Official Singles Chart | 11                  |
| 1966 | I Put a Spell on You                     | Billboard Hot 100      | 80                  |
| 1967 | Simon Smith and the Amazing Dancing Bear | Official Singles Chart | 4                   |
| 1967 | Shame                                    | Official Singles Chart | 45                  |